# Microctenonyx
Microctenonyx là một chi nhện trong họ Linyphiidae.